# Раймунд Роже де Фуа
Раймунд Роже де Фуа (фр. Raymond Roger de Foix; ум. 27 марта 1223, замок Мирпуа) — граф де Фуа с 1188, виконт де Нарбонн в 1193/1194, второй сын Роже Бернара I Толстого, графа де Фуа, и Сесилии де Безье.

## Биография
Поскольку его старший брат умер раньше отца, не оставив детей, то наследником графства Фуа стал Раймунд Роже. Он стал графом после смерти отца в ноябре 1188 года. Он в 1191 году принял участие в Третьем крестовом походе в составе армии Филиппа II Августа, короля Франции, где отличился при осаде Аскалона и взятии Акры. Однако при этом его имя не упоминается в сообщениях современных ему хронистов крестовых походов.
Вернувшись во Францию, он вступил в тесный союз со своим сюзереном, графом Тулузы Раймундом VI. В 1201 году Раймунд Роже принёс графу Тулузы вассальную присягу за Савердюн.
Во время правления Раймунда Роже началось расширение владений графов Фуа на юг в Каталонию, что вылилось в конфликт с епископами Урхеля, продолжавшийся почти до конца XIII века. В 1196 году он ограбил верхний Урхель и Сердань, а в 1198 году захватил город Сео-де-Уржель, где располагалась резиденция епископа, разграбив городской собор. Основой этого конфликта послужила долина Андорры, светской властью над которой обладали епископы Урхеля с X века, но которую оспаривали местные феодалы. Союзником Раймунда Роже при этом был Арно, виконт Кастьельбона и Сердани. А в 1203 году конфликт перерос в войну. Поводом послужил брак между Роже Бернаром, сыном и наследником Раймунда Роже, и Эрмезинды, наследницы Арно де Кастельбона. Увидев в этом браке угрозу своим интересам, епископ Урхеля Бернат де Виламур и граф Урхеля Эрменгол VIII объединились и напали на Раймунда Роже и Арно, захватив в феврале 1203 года их в плен, в котором они пробыли до сентября. Освободили их только благодаря вмешательству короля Арагона Педро II, который был заинтересован в союзе с графом Фуа для завоевания Окситании. Ещё в 1193 году отец Педро, король Альфонсо II, передал Раймунду Роже конфискованное у Педро Манрике де Лара виконтство Нарбонна, однако вскоре после этого по достигнутому соглашению оно было возвращено законному владельцу. В 1208 году Педро даровал Раймунду Роже права каталонского сеньора, а в 1209 году передал ему замки Юссон и Керигю.

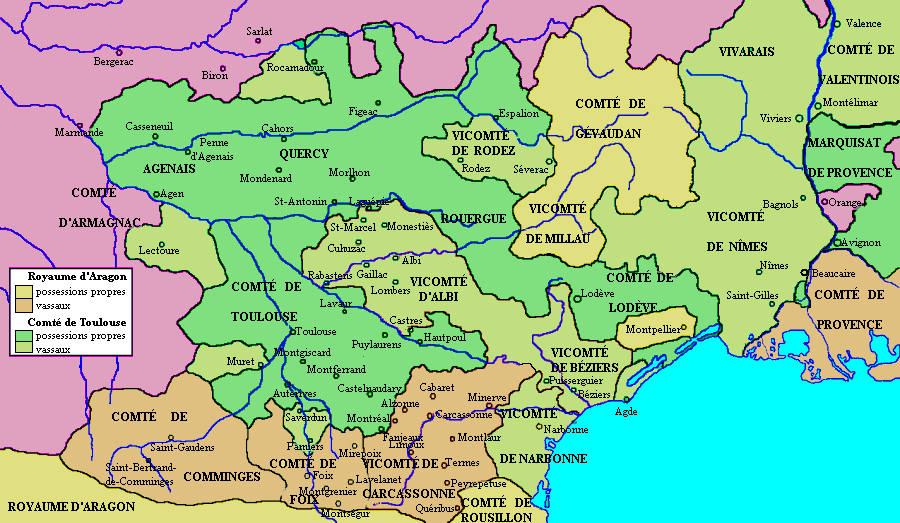
Окситания накануне Альбигойского крестового похода (1209 год)

Окситания накануне Битвы при Мюре (1213 год)

Одним из самых значительных событий в истории Окситании во время правления Раймунда Роже были Альбигойские войны. Катары или альбигойцы, как они себя называли по названию города Альби, на Третьем Латеранском соборе в 1179 году они были заклеймены как еретики. Однако они составляли собой сплоченную группу и встречали поддержку в том числе среди окситанской знати. Раймунд Роже был католиком, а не альбигойцем, однако относился к катарам очень терпимо и не препятствовал их распространению в своих владениях. Но его близкие родственники открыто сочувствовали альбигойцам. В их числе была мать, Сесилия, происходившая из рода Тренкавелей, во владениях которых концентрация катаров была наивысшей, и жена Филиппа, которая в 1207 году участвовала в собрании катаров в Памье. А сестра Раймунда Роже, Эсклармонда де Фуа, открыто перешла в стан альбигойцев. Она играла огромную роль в движении катаров. Враги часто называли её «женщиной-папой». А принадлежавшая ей крепость Монсегюр стала одним из центров альбигойцев.
В 1209 году был объявлен крестовый поход против альбигойцев, который возглавил Симон IV де Монфор. Однако вскоре крестовый поход перерос в феодальную войну. Симон де Монфор старался завоевать в Окситании для себя как можно больше владений, в результате чего против него выступили многие феодалы, которые не были альбигойцами. В числе их оказался и Раймунд Роже, который оказался недоволен тем, что в Памье Симон заменил Раймунда Роже в договоре о совместном правлении, после чего Раймунд Роже объявил о поддержке своего сюзерена, графа Раймунда VI Тулузского. В ответ армия Симона вторглась и во владения Раймунда Роже. Борьба велась сначала с переменным успехом, замок Фуа осаждался 4 раза, но так и не был взят. Вскоре в войну вмешался король Арагона Педро II, который держал нейтралитет по отношению к крестоносцам, но позже решивший отстоять свои интересы в Окситании и поддержать своих вассалов. В 1213 году армия Педро, которую возглавил сам король, подошла к крепости Мюре, в составе армии были войска из Фуа. Однако в произошедшей 12 сентября битве армия Педро была разбита крестоносцами во главе с Симоном де Монфором, а сам король погиб. Лишившись поддержки, Раймунд Роже в 1214 году был вынужден признать своё поражение и примирился с церковью. Он передал замок Фуа в залог папскому посланнику, который передал его Симону. А затем Раймунд Роже явился на Четвёртый Латеранский собор (ноябрь 1215 года), где получил прощение за выплату штрафа, после чего ему были возвращены владения.
Однако Симон де Монфор отказался вернуть свои завоевания. В результате в 1216 году война возобновилась, против Симона, получившего Тулузу, выступило большинство окситанских феодалов, которых возглавили Раймунд VI Тулузский и его наследник, будущий граф Раймунд VII. В этой войне принял участие и Раймунд Роже. После гибели Симона де Монфора 25 июня 1218 года Раймунд Роже смог наконец получил свой замок Фуа.
В последующие году Раймунд Роже смог отвоевать у наследников Симона большинство своих владений. Он умер 27 марта 1223 года во время осады крепости Мирпуа. Ему наследовал единственный законный сын Роже Бернар II Великий

## Брак и дети
В мае 1222 года незадолго до своей смерти, которая наступила от язвы Раймунд Роже издал завещание, в котором он назвал всех детей, как это ясно из документа, трёх законных и двух незаконных.
Жена: Филиппа де Монкада (1171—1222). Дети:
- Роже Бернар II Великий (ум. 1241), граф де Фуа с 1223
- Эмери (ум. после мая 1222)
- Сесилия (ум. 1270); муж: с 6 мая 1224 Бернар V (1196 — 30 ноября 1241), граф де Комменж с 1225

Также у Раймунда Роже было как минимум двое незаконных детей от неизвестных женщин, предположительно одну из них звали Этьеннета Волчица (Loba) де Пеннотье:
- Луп (Волк) I (ум. после 1259), 1-й сеньор де Савердюн, родоначальник линии Фуа-Савердюн.
- Эскларамонда; муж: с 13 января 1236 Бернар (Барнат) д’Алион, сеньор де Донезан. Приняла посвящение в «Совершенные». Сожжена в 1258 инквизицией по обвинению в катаризме в Перпиньяне.